# Ryo Hiraide
Ryo Hiraide (平出 涼 Hiraide Ryo?, nacido el 18 de julio de 1991 en Yamanashi) es un futbolista japonés que se desempeña como defensa.

## Trayectoria

### Clubes
| Club                | País  | Año         |
| ------------------- | ----- | ----------- |
| FC Tokyo            | Japón | 2010        |
| Kataller Toyama     | Japón | 2011 - 2017 |
| Kagoshima United FC | Japón | 2018 -      |

## Estadística de carrera

### J. League
| Club            | Año   | J. League | J. League | Copa J. League | Copa J. League | Total | Total |
| Club            | Año   | Part.     | Goles     | Part.          | Goles          | Part. | Goles |
| --------------- | ----- | --------- | --------- | -------------- | -------------- | ----- | ----- |
| FC Tokyo        | 2010  | 0         | 0         | 0              | 0              | 0     | 0     |
| Kataller Toyama | 2011  | 26        | 0         | -              | -              | 26    | 0     |
| Kataller Toyama | 2012  | 26        | 0         | -              | -              | 26    | 0     |
| Kataller Toyama | 2013  | 34        | 0         | -              | -              | 34    | 0     |
| Kataller Toyama | 2014  | 24        | 0         | -              | -              | 24    | 0     |
| Kataller Toyama | 2015  | 32        | 0         | -              | -              | 32    | 0     |
| Kataller Toyama | 2016  | 30        | 3         | -              | -              | 30    | 3     |
| Kataller Toyama | 2017  | 29        | 2         | -              | -              | 29    | 2     |
| Total           | Total | 202       | 5         | 0              | 0              | 202   | 5     |